# Chodorówka (Białoruś)
Chodorówka – dawny majątek i osada. Tereny na których leżały znajdują się obecnie na Białorusi, w obwodzie witebskim, w rejonie dokszyckim, w sielsowiecie Sitce.

## Historia
W czasach zaborów w powiecie wilejskim w guberni wileńskiej Imperium Rosyjskiego.
W dwudziestoleciu międzywojennym folwark a następnie majątek i osada leżały w Polsce, w województwie wileńskim, w powiecie duniłowickim, od 1926 w powiecie dziśnieńskim, w gminie Porpliszcze.
Według Powszechnego Spisu Ludności z 1921 roku zamieszkiwało tu 30 osób, 22 były wyznania rzymskokatolickiego a 8 prawosławnego. Jednocześnie wszyscy mieszkańcy zadeklarowali polską przynależność narodową. Były tu 4 budynki mieszkalne. W 1931 wyszczególniono majątek i osadę  Chodorówka. Majątek w 7 domach zamieszkiwało 28 osób, a osadę w 3 domach 18 osób.
Wierni należeli do parafii rzymskokatolickiej w Parafianowie i prawosławnej w Sitcach Wielkich. Miejscowość podlegała pod Sąd Grodzki w Dokszycach i Okręgowy w Wilnie; właściwy urząd pocztowy mieścił się w Porpliszczach.